# Brasil na Copa do Mundo FIFA de 1990
O Brasil na Copa do Mundo de 1990 teve sua 14° participação em copas, mas foi eliminada pela Argentina.
A equipe foi treinada por Sebastião Lazaroni e o capitão foi Ricardo Gomes, zagueiro do Benfica. A Seleção Brasileira utilizou pela primeira vez em sua história o esquema 3-5-2 e terminou na 9ª colocação.
O Brasil havia sido campeão da Copa América depois de 40 anos e tinha a expectativa de apresentar um bom futebol. A participação do Brasil ficou marcada por uma série de polêmicas, como disputas por premiação, escalações, a Argentina dopando jogadores brasileiros em campo e o termo Era Dunga.

## Eliminatórias de 1990
| Pos | Equipe    | Pts | J | V | E | D | GP | GC | SG  | Classificado          |  | BRA | CHI | VEN |
| --- | --------- | --- | - | - | - | - | -- | -- | --- | --------------------- |  | --- | --- | --- |
| 1   | Brasil    | 7   | 4 | 3 | 1 | 0 | 13 | 1  | +12 | Copa do Mundo de 1990 |  | —   | 2–0 | 6–0 |
| 2   | Chile     | 5   | 4 | 2 | 1 | 1 | 9  | 4  | +5  | Eliminados            |  | 1–1 | —   | 5–0 |
| 3   | Venezuela | 0   | 4 | 0 | 0 | 4 | 1  | 18 | −17 | Eliminados            |  | 0–4 | 1–3 | —   |

| 30 de julho de 1989 | Venezuela | 0 – 4 | Brasil                                    | Estadio Brígido Iriarte |
|                     |           |       | Branco 5' · Romário 65' · Bebeto 79', 81' | Árbitro: René Ortubé    |

| 6 de agosto de 1989 | Venezuela     | 1 – 3 | Chile                          | Estadio Brígido Iriarte            |
|                     | Fernández 65' |       | Aravena 5', 33' · Zamorano 71' | Árbitro: Antenor Montalván Miranda |

| 13 de agosto de 1989 | Chile     | 1 – 1 | Brasil     | Estádio Nacional             |
|                      | Basay 81' |       | 56' (G.C.) | Árbitro: Jesús Díaz Palacios |

| 20 de agosto de 1989 | Brasil                                                    | 6 – 0 | Venezuela | Morumbi                  |
|                      | Careca 10', 17', 80', 86' · Silas 37' · Acosta 39' (G.C.) |       |           | Árbitro: Ernesto Filippi |

| 27 de agosto de 1989 | Chile                                          | 5 – 0 | Venezuela | Malvinas Argentinas            |
|                      | Letellier 14', 34', 69' · Yáñez 44' · Vera 84' |       |           | Árbitro: Elías Jácome Guerrero |

A partida foi disputada em campo neutro (Argentina), porque o Chile foi penalizado por tumultos no jogo contra o Brasil em Santiago.
| 3 de setembro de 1989 | Brasil     | 2 – 0 | Chile | Maracanã                     |
|                       | Careca 49' |       |       | Árbitro: Juan Carlos Loustau |

Em decorrência do goleiro Roberto Rojas ter forjado uma contusão e, consequente saída do jogo, em virtude de um sinalizador arremessado no Maracanã, o Chile, após investigação, foi excluído da Copa de 1990 e o Brasil, que antes da interrupção do jogo vencia por 1 a 0, foi declarado vencedor pela FIFA por 2 a 0 pelo abandono de campo da Seleção Chilena no Maracanã.
 Brasil classificado para a Copa do Mundo de 1990

### Artilheiros nas Eliminatórias
5 gols
- Careca

2 gols
- Bebeto

1 gols
- Branco
- Romário
- Paulo Silas

### Assistentes nas Eliminatórias
2 Assistências
- Jorginho
- Bebeto

1 Assistência
- Romário
- Ricardo Gomes
- Mazinho
- Valdo
- Careca
- Paulo Silas

## Ciclo da Copa
O Brasil começou o ciclo sendo treinado por Carlos Alberto Silva, conquistando a medalha de ouro nos Jogos Pan-americanos de 1987 em Indianapolis e a medalha de prata nos Jogos Olímpicos de 1988 em Seul. Mas foi eliminado na primeira fase da Copa América de 1987 após uma goleada vergonhosa de 4 a 0 para a Seleção Chilena de Futebol. Silva ainda apoiou a candidatura de Nabi Abi Chedid para à presidência da CBF. Com Ricardo Teixeira eleito em 1989, Eurico Miranda indicou Sebastião Lazaroni, então com 39 anos, uma vez que a primeira opção Carlos Alberto Parreira não conseguiu liberação da Arábia Saudita.
Eurico declarou: "Lazaroni é jovem, moderno, trabalhador e vencedor. Foi tricampeão do Rio de Janeiro, vencendo um campeonato com o Flamengo e dois com o Vasco". Lazaroni deu entrevistas afirmando que quatro dos jogadores da primeira convocação foram "indicados" e disse que seria uma espécie de coordenador. De acordo com o jornalista Carlos Orletti, Eurico Miranda afirmou que tinha "poder de veto" nas convocações. Enquete da Folha de S.Paulo indicou que só 3% dos torcedores escolheriam Lazaroni como técnico da seleção brasileira.
O Brasil acabou campeão da Copa América de 1989. A última vez havia sido em 1949, e foi a primeira conquista da seleção Brasileira desde o título da Copa do Mundo FIFA de 1970.
Da equipe que conquistou a Copa América ocorreram cinco modificações: Jorginho no lugar de Mazinho, líder de assistências da Copa América; Alemão no lugar de Paulo Silas, Mozer no lugar de Aldair, Müller no lugar de Bebeto, Careca no lugar de Romário. Mozer perderia a titularidade durante a Copa para Ricardo Rocha.
O Brasi se classificou em primeiro lugar em seu grupo nas eliminatórias para a Copa do Mundo. A partida entre o Brasil e o Chile foi marcada por um incidente que ficou conhecido como o Caso Rojas.
Em 28 de maio de 1990, 13 dias antes da estreia na Copa, a seleção realizou um jogo treino contra uma seleção da Úmbria, formado por jogadores de três times da Série C da região da Umbria: Perugia, Ternana e Gubbio. O Brasil foi derrotado por 1 a 0.  A escalação da derrota histórica foi exatamente a mesma que começou o Mundial O italiano Luca di Matteo recorda: "Uma partida assim, entre uma seleção e uma equipe de Série C, termina normalmente 10 a 0, 15 a 0. A comemoração foi grande. Havia muita incredulidade."  O resultado foi tratado como vexame e a seleção chegou à Copa em crise.

## A Campanha na Copa do Mundo
O Brasil na Copa do Mundo de 1990 teve um desempenho inesperado. Apesar de ter se classificado em primeiro lugar em seu grupo, as apresentações da equipe não foram boas. O confronto contra a Argentina pelas oitavas de final foi a melhor atuação do time na Copa do Mundo de 1990, porém não foi possível evitar a eliminação. Foi a primeira vez, desde 1966, que o Brasil não terminou entre os oito melhores do torneio. Müller atuava no Torino, que disputou a Segunda divisão da Itália em 1989/90, é o único jogador convocado pelo Brasil para uma Copa do Mundo atuando na segunda divisão.

### Disputas por premiações
A Pepsi assinou um contrato de 3 milhões de dólares com a Confederação Brasileira de Futebol. Os jogadores teriam direito a 20%. Porém uma fonte interna descobriu que o valor do patrocínio era bem maior. "Ninguém é mercenário. A gente queria ganhar o que estava no contrato", lembra o ex-zagueiro Ricardo Rocha. Como protesto, os jogadores colocaram a mão no peito para esconder o escudo da CBF.
Também a premiação pela participação no mundial foi objeto de disputa. "Naquela época era o bicho, né. Uns entendiam que a premiação deveria ser dividida só entre os jogadores. A comissão técnica não gostou, com razão. Em 1994, a gente entendeu que todo mundo que estava lá tinha que ganhar igual. Se tivesse acontecido isso em 1990, seria melhor", conta Romário.
Sebastião Lazaroni assinou contrato de 75 mil dólares para dar entrevistas exclusivas à TV Globo durante o mundial.

### Disputas pelas escalações
Sebastião Lazaroni frequentemente discutia com os jogadores mudanças na equipe. Segundo Romário, o time "reunia mais do que treinava". Em uma das discusões, Careca disse que, se Lazaroni o tirasse, ele voltava para o Brasil.
"A gente jogava com três zagueiros, se perguntassem para os zagueiros, o esquema era espetacular, os atacantes, que era horrível", diz Branco. "nós olhávamos para aquilo como uma grande bagunça". O jornalista Luiz Ceará alegou que havia um grupo do Careca e outro de Alemão, que se evitariam em campo.
Segundo Bebeto, Lazaroni falou que haviam duplas definidas de ataque, Müller-Careca e Bebeto-Romário: "Aí eu falei com ele, Lazaroni. Meu irmão, então eu não vou jogar nunca! Porque o Romário está operado. Eu vinha jogando eliminatórias, Copa América. Eu não entendi nada, cada um tem a sua dupla?".
Muller: "O Lazaroni era um excelente treinador, mas deixava os jogadores à vontade. Eu morava em Turim e se eu dormi um dia na concentração foi muito".

### Água Batizada
Diego Maradona confessou que os argentinos doparam os brasileiros em entrevista ao programa Mar Del Fondo, do canal TyC Sports, em 2004. Maradona confessou que mandou o massagista Miguel di Lorenzo, o Galíndez, trocar as garrafas que os argentinos bebiam para dar uma diferente a Branco, com suposta "água batizada", que o teria deixado sonolento ao longo do jogo. Aos 39 minutos da etapa inicial, Branco, rodeado de argentinos, bebeu um pouco de uma garrafa verde, com o logotipo da marca de isotônicos Gatorade. O líquido nunca foi analisado mas, o episódio foi confirmada pelos próprios argentinos, entre eles Maradona, anos depois. "Eu dizia, beba, beba, Valdito... E depois veio Branco, que tomou toda a água. Justamente o Branco, que batia as faltas e caía (..) Alguém picou Rohypnol na água e complicou tudo".
Em 2022, Branco relembrou o caso: "Naquele jogo eu dei sorte. Eu fiquei doidão. A sorte é que o lance foi pelo outro lado. Se é pelo meu lado, dizem que a culpa é minha. O Carlos Bilardo era um 'estrategista do mal'. Isso é uma trapaça. Enfim... e se eu vou pro [teste anti-]doping? Eu tô acabado, a minha carreira acabava, como eu ia provar?". Segundo Branco:" A principal meta do Carlos Bilardo era eu e o Valdo. Eu senti um gosto ruim, mas segui jogando. Aí você sabe quando você chega mamado em casa? O Estádio delle Alpi começou a rodar. Oscilava, ia e voltava. No intervalo, eu pedi para sair, o Lazaroni não me tirou, e aos poucos a sensação passou." 

### A Era Dunga
A imprensa denominou de forma pejorativa de Era Dunga o período, com o objetivo de descrever o estilo defensivo da seleção. Pesava também a personalidade carrancuda e séria do volante. Os jogadores tinham a possibilidade de levar familiares para a Itália, e todos o fizeram, com exceção de Dunga. De acordo com Dunga: "vim aqui para ganhar a Copa do Mundo, não para me divertir".
A Era Dunga virou sinônimo de futebol feio, de resultados. Jô Soares alfinetou no Jornal do Brasil: "O sonho maior de Dunga, noventa minutos sem espetáculo". No dia após a derrota, o Jornal do Brasil estampava em sua capa: “O talento sepultou a era Dunga”.
Para Dunga, a derrota em 1990 doeu mais que em 1998: "Em 1990, seguramente doeu mais porque toda a responsabilidade foi colocada no meu nome por quatro anos, e até hoje colocam."

## Partidas na Copa
- Grupo C

Primeira Fase

### Grupo C
| Pos. | Seleção | Pts | J | V | E | D | GP | GC | SG |
| ---- | ------- | --- | - | - | - | - | -- | -- | -- |
| 1    | Brasil  | 6   | 3 | 3 | 0 | 0 | 4  | 1  | +3 |

| 10 de junho | Brasil          | 2 – 1     | Suécia     | Stadio Delle Alpi, Turim                   |
| 21:00       | Careca 40', 63' | Relatório | Brolin 79' | Público: 62 628 Árbitro: ITA Tullio Lanese |

| Brazil | Sweden |

| GK                 | 1  | Taffarel          |     |     |
| SW                 | 21 | Mauro Galvão      |     |     |
| CB                 | 13 | Mozer             | 38' |     |
| CB                 | 3  | Ricardo Gomes (c) |     |     |
| RM                 | 2  | Jorginho          |     |     |
| CM                 | 4  | Dunga             | 88' |     |
| CM                 | 5  | Alemão            |     |     |
| LM                 | 6  | Branco            | 60' |     |
| AM                 | 8  | Valdo             |     | 82' |
| FW                 | 15 | Müller            |     |     |
| FW                 | 9  | Careca            |     |     |
| Substitutos:       |    |                   |     |     |
| AM                 | 10 | Silas             |     | 82' |
| FW                 | 11 | Romário           |     |     |
| FW                 | 16 | Bebeto            |     |     |
| CB                 | 19 | Ricardo Rocha     |     |     |
| GK                 | 22 | Zé Carlos         |     |     |
| Treinador:         |    |                   |     |     |
| Sebastião Lazaroni |    |                   |     |     |

| GK           | 22 | Thomas Ravelli    |     |     |
| DF           | 6  | Roland Nilsson    |     |     |
| DF           | 4  | Peter Larsson     |     |     |
| DF           | 5  | Roger Ljung       |     | 70' |
| DF           | 8  | Stefan Schwarz    |     |     |
| MF           | 13 | Anders Limpar     |     |     |
| MF           | 16 | Jonas Thern (c)   |     |     |
| MF           | 10 | Klas Ingesson     |     |     |
| MF           | 14 | Joakim Nilsson    | 83' |     |
| FW           | 20 | Mats Magnusson    |     | 46' |
| FW           | 17 | Tomas Brolin      |     |     |
| Substitutes: |    |                   |     |     |
| GK           | 12 | Lars Eriksson     |     |     |
| MF           | 15 | Glenn Strömberg   |     | 70' |
| MF           | 7  | Niclas Nyhlén     |     |     |
| DF           | 19 | Mats Gren         |     |     |
| FW           | 21 | Stefan Pettersson |     | 46' |
| Treinador:   |    |                   |     |     |
| Olle Nordin  |    |                   |     |     |

| Bandeirinhas: Michel Vautrot Neji Jouini |

| 16 de junho | Brasil     | 1 – 0     | Costa Rica | Stadio Delle Alpi, Turim                 |
| 17:00       | Müller 33' | Relatório |            | Público: 58 007 Árbitro: TUR Neji Jouini |

| Brazil | Costa Rica |

| GK                 | 1  | Taffarel          |     |     |
| SW                 | 21 | Mauro Galvão      |     |     |
| CB                 | 13 | Mozer             | 90' |     |
| CB                 | 3  | Ricardo Gomes (c) |     |     |
| RM                 | 2  | Jorginho          | 88' |     |
| CM                 | 5  | Alemão            |     |     |
| CM                 | 4  | Dunga             |     |     |
| LM                 | 6  | Branco            |     |     |
| AM                 | 8  | Valdo             |     | 86' |
| FW                 | 15 | Müller            |     |     |
| FW                 | 9  | Careca            |     | 83' |
| Substitutos:       |    |                   |     |     |
| AM                 | 10 | Silas             |     | 86' |
| FW                 | 11 | Romário           |     |     |
| FW                 | 16 | Bebeto            |     | 83' |
| DF                 | 19 | Ricardo Rocha     |     |     |
| GK                 | 22 | Zé Carlos         |     |     |
| Treinador:         |    |                   |     |     |
| Sebastião Lazaroni |    |                   |     |     |

| GK               | 1  | Luis Gabelo Conejo     |     |     |
| SW               | 3  | Róger Flores (c)       |     |     |
| DF               | 8  | Germán Chavarría       |     |     |
| DF               | 20 | Mauricio Montero       |     |     |
| DF               | 6  | José Carlos Chaves     |     |     |
| MF               | 4  | Rónald González Brenes |     |     |
| MF               | 10 | Óscar Ramírez          |     |     |
| MF               | 12 | Róger Gómez            | 59' |     |
| FW               | 14 | Juan Cayasso           |     | 78' |
| FW               | 19 | Héctor Marchena        |     |     |
| FW               | 11 | Claudio Jara           | 16' | 71' |
| Substitutos:     |    |                        |     |     |
| DF               | 5  | Marvin Obando          |     |     |
| FW               | 7  | Hernán Medford         |     |     |
| FW               | 9  | Alexandre Guimarães    |     | 78' |
| FW               | 17 | Roy Myers              |     | 71' |
| GK               | 21 | Hermidio Barrantes     |     |     |
| Treinador:       |    |                        |     |     |
| Bora Milutinović |    |                        |     |     |

| Bandeirinhas: Jean-Fidèle Diramba Jassim Mandi |

| 20 de junho | Brasil     | 1 – 0     | Escócia | Stadio Delle Alpi, Turim                 |
| 21:00       | Müller 82' | Relatório |         | Público: 62 502 Árbitro: AUT Helmut Kohl |

| Brazil | Scotland |

| GK                 | 1  | Taffarel          |  |     |
| SW                 | 21 | Mauro Galvão      |  |     |
| CB                 | 19 | Ricardo Rocha     |  |     |
| CB                 | 3  | Ricardo Gomes (c) |  |     |
| RM                 | 2  | Jorginho          |  |     |
| CM                 | 4  | Dunga             |  |     |
| CM                 | 5  | Alemão            |  |     |
| LM                 | 6  | Branco            |  |     |
| AM                 | 8  | Valdo             |  |     |
| FW                 | 9  | Careca            |  |     |
| FW                 | 11 | Romário           |  | 65' |
| Substitutos:       |    |                   |  |     |
| AM                 | 10 | Silas             |  |     |
| FW                 | 15 | Müller            |  | 65' |
| FW                 | 16 | Bebeto            |  |     |
| RM                 | 18 | Mazinho           |  |     |
| GK                 | 22 | Zé Carlos         |  |     |
| Treinador:         |    |                   |  |     |
| Sebastião Lazaroni |    |                   |  |     |

| GK            | 1  | Jim Leighton     |    |     |
| SW            | 3  | Roy Aitken (c)   |    |     |
| DF            | 17 | Stewart McKimmie |    |     |
| DF            | 2  | Alex McLeish     |    |     |
| DF            | 19 | Dave McPherson   |    |     |
| DF            | 6  | Maurice Malpas   |    |     |
| MF            | 5  | Paul McStay      |    |     |
| MF            | 10 | Murdo MacLeod    | 8' | 39' |
| MF            | 16 | Stuart McCall    |    |     |
| FW            | 7  | Mo Johnston      | 5' |     |
| FW            | 9  | Ally McCoist     |    | 79' |
| Substitutos:  |    |                  |    |     |
| DF            | 11 | Gary Gillespie   |    | 39' |
| GK            | 12 | Andy Goram       |    |     |
| MF            | 18 | John Collins     |    |     |
| MF            | 20 | Gary McAllister  |    |     |
| FW            | 21 | Robert Fleck     |    | 79' |
| Treinador:    |    |                  |    |     |
| Andy Roxburgh |    |                  |    |     |

| Bandeirinhas: Michał Listkiewicz Siegfried Kirschen |

Oitavas de Final
Brazil v Argentina partida completa no YouTube
O Brasil dominou a maior parte da partida, mas Diego Maradona fez uma jogada característica da linha do meio-campo até a ponta da área no final da partida e encontrou Claudio Caniggia, que contornou Cláudio Taffarel para dar à vantagem para Argentina.
| 24 de junho | Brasil | 0 – 1     | Argentina    | Stadio Delle Alpi, Turim                  |
| 17:00       |        | Relatório | Caniggia 80' | Público: 61 381 Árbitro: FRA Joël Quiniou |

| Brazil | Argentina |

| GK                 | 1  | Cláudio Taffarel  |     |     |
| SW                 | 21 | Mauro Galvão      | 50' | 84' |
| CB                 | 19 | Ricardo Rocha     | 40' |     |
| CB                 | 3  | Ricardo Gomes (c) | 85' |     |
| RM                 | 2  | Jorginho          |     |     |
| CM                 | 4  | Dunga             |     |     |
| CM                 | 5  | Alemão            |     | 84' |
| LM                 | 6  | Branco            |     |     |
| AM                 | 8  | Valdo             |     |     |
| FW                 | 15 | Müller            |     |     |
| FW                 | 9  | Careca            |     |     |
| Substitutos:       |    |                   |     |     |
| AM                 | 10 | Paulo Silas       |     | 84' |
| CB                 | 13 | Mozer             |     |     |
| FW                 | 17 | Renato Gaúcho     |     | 84' |
| RM                 | 18 | Mazinho           |     |     |
| GK                 | 22 | Zé Carlos         |     |     |
| Treinador:         |    |                   |     |     |
| Sebastião Lazaroni |    |                   |     |     |

| GK             | 12 | Sergio Goycochea    | 87' |     |
| SW             | 20 | Juan Simón          |     |     |
| DF             | 15 | Pedro Monzón        | 27' |     |
| DF             | 19 | Oscar Ruggeri       |     |     |
| MF             | 4  | José Basualdo       |     |     |
| MF             | 21 | Pedro Troglio       |     | 61' |
| MF             | 14 | Ricardo Giusti      | 28' |     |
| MF             | 16 | Julio Olarticoechea |     |     |
| MF             | 7  | Jorge Burruchaga    |     |     |
| FW             | 8  | Claudio Caniggia    |     |     |
| FW             | 10 | Diego Maradona (c)  |     |     |
| Substitutos:   |    |                     |     |     |
| MF             | 2  | Sergio Batista      |     |     |
| MF             | 6  | Gabriel Calderón    |     | 61' |
| FW             | 9  | Gustavo Dezotti     |     |     |
| DF             | 13 | Néstor Lorenzo      |     |     |
| GK             | 22 | Fabián Cancelarich  |     |     |
| Manager:       |    |                     |     |     |
| Carlos Bilardo |    |                     |     |     |

| Bandeirinhas: Alexey Spirin Pierluigi Pairetto |

## Campanha
| Jogos | Vitória | Empate | Derrota | Gol Pró | Gol Contra |
| ----- | ------- | ------ | ------- | ------- | ---------- |
| 4     | 3       | 0      | 1       | 4       | 2          |

O Brasil estreou vencendo a Suécia por 2 a 1. Para Geraldo Romualdo da Silva foi uma "vitória suada, custosa e apavorante". Roberto Rivelino criticou: "Estamos jogando com uma formação muito defensiva e contra a Suécia não precisávamos de tanta gente atrás". João Saldanha pediu a escalação de Romário e Bebeto com Careca: "Nunca fomos tão defensivos e isto não é que me desagrade, mas incomoda e muito".
No segundo jogo, o Brasil venceu a Costa Rica por 1 a 0. O Jornal dos Sports descreveu: "Lenta na maior parte do jogo e finalizando mal, a seleção brasileira foi vaiada a partir dos 15 minutos do segundo tempo". A torcida brasileira no estádio pediu por Bebeto no time. Lazaroni reagiu após o jogo: "O Brasil vem jogando bonito há muitas Copas, principalmente em 1982. Em 1986, quando estava crescendo, foi eliminado. Agora vai jogar feio até o fim, mas vamos ser campeões se continuarmos ganhando por 1 a 0".
No terceiro jogo, Brasil 1 a 0 na Escócia. Há três meses sem jogar por conta de uma lesão, Romário começou o jogo ao lado de Careca. Muller entrou no segundo tempo e fez o gol da vitória, retornando ao time titular no jogo seguinte. Mesmo já classificado, Lazaroni fez apenas uma alteração no decorrer do jogo. O Jornal do Brasil descreveu: "Forte na defesa, sem imaginação no meio de campo, fraco no ataque, o Brasil vai vencendo". Lazaroni: "Estava decidido a escalar nove reservas (..). Mudei porque os jogadores que iam entrar me pediram para deixar jogar os titulares". O Jornal dos Sports publicou na véspera da partida: "O ambiente nos bastidores da Seleção Brasileira, a julgar pelas notícias alentadores que chegam de Asti, é o mais preocupante possível. (...) Alguns craques que seriam substituídos no jogo de amanhã não gostaram de saber das mudanças e protestaram com inusitada veemência.
Nas oitavas de final, o Brasil enfrentou a Argentina no polêmico jogo da "água batizada". O Brasil foi derrotado por 1 a 0 e foi eliminado da competição. O gol da Argentina ocorreu após grande jogada de Diego Maradona, que fez fila na defesa brasileira, e tocou para Claudio Caniggia. O narrador Galvão Bueno  criticou a marcação frouxa do meio-campo da Seleção e acusou Alemão de ter facilitado por ser "cupincha" do argentino. Galvão pediria desculpas em 2023.
A Folha da Tarde estampou na manchete: "Deu Burro!" e abaixo "Esquema de Lazaroni elimina o Brasil". A Folha de S.Paulo colocou uma caricatura de Lazaroni com orelhas de burro na primeira página. O Jornal dos Sports publicou em tom jocoso uma pequena matéria: "Branco jura que foi dopado" na história mais inacreditável da Copa do Mundo. Lazaroni reagiu transtornado depois do jogo: "Ninguém pode me culpar de nada pois nas peladas não perdia gols [assim]. Se eu estivesse em campo contra a Argentina, dificilmente teria perdido alguns daqueles que deixamos de marcar. Por isso eu afirmo: antes do jogo, o grupo merecia nota 10, depois foram reprovados".

## Jogadores
| Nº Camisa | Jogador       | Posição          | Data de nascimento      | Idade | Clube em 1990         |
| --------- | ------------- | ---------------- | ----------------------- | ----- | --------------------- |
| 1         | Taffarel      | Goleiro          | 8 de maio de 1966       | 24    | Internacional         |
| 2         | Jorginho      | Lateral Direito  | 17 de agosto de 1964    | 25    | Bayer Leverkusen      |
| 3         | Ricardo Gomes | Zagueiro         | 13 de dezembro de 1964  | 25    | Benfica               |
| 4         | Dunga         | Meia             | 31 de outubro de 1963   | 24    | Fiorentina            |
| 5         | Alemão        | Volante          | 22 de novembro de 1961  | 28    | Napoli                |
| 6         | Branco        | Lateral Esquerdo | 4 de abril de 1964      | 26    | Porto                 |
| 7         | Bismarck      | Meia             | 17 de setembro de 1969  | 20    | Vasco da Gama         |
| 8         | Valdo         | Meia             | 12 de janeiro de 1964   | 26    | Benfica               |
| 9         | Careca        | Atacante         | 5 de outubro de 1960    | 29    | Napoli                |
| 10        | Silas         | Meia             | 27 de agosto de 1965    | 24    | Sporting              |
| 11        | Romário       | Atacante         | 29 de janeiro de 1966   | 24    | PSV                   |
| 12        | Acácio        | Goleiro          | 24 de janeiro de 1959   | 31    | Vasco da Gama         |
| 13        | Mozer         | Zagueiro         | 19 de setembro de 1960  | 29    | Olympique de Marselha |
| 14        | Aldair        | Zagueiro         | 30 de novembro de 1965  | 24    | Benfica               |
| 15        | Müller        | Atacante         | 31 de janeiro de 1966   | 24    | Torino                |
| 16        | Bebeto        | Atacante         | 16 de fevereiro de 1964 | 26    | Vasco da Gama         |
| 17        | Renato Gaúcho | Atacante         | 9 de setembro de 1962   | 27    | Flamengo              |
| 18        | Mazinho       | Lateral Direito  | 8 de abril de 1966      | 24    | Vasco da Gama         |
| 19        | Ricardo Rocha | Zagueiro         | 11 de setembro de 1962  | 27    | São Paulo             |
| 20        | Tita          | Meia             | 1 de abril de 1958      | 32    | Vasco da Gama         |
| 21        | Mauro Galvão  | Zagueiro         | 19 de dezembro de 1961  | 28    | Botafogo              |
| 22        | Zé Carlos     | Goleiro          | 7 de fevereiro de 1962  | 28    | Flamengo              |